# Van der Kellen

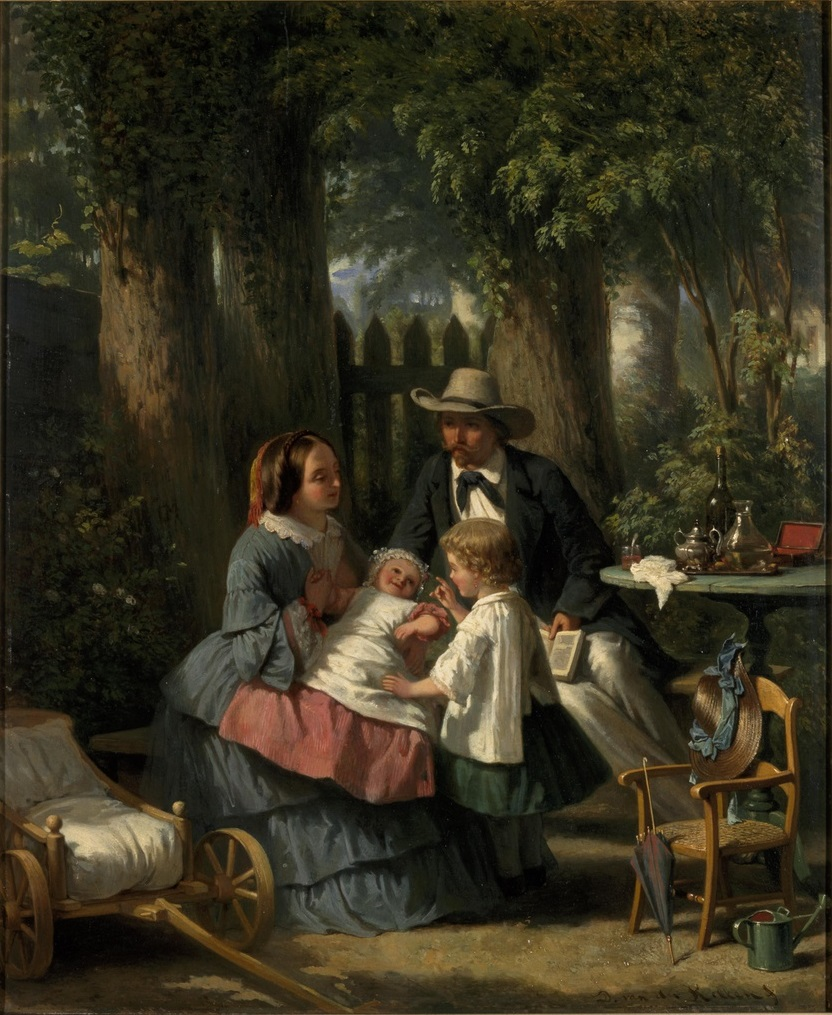
Zelfportret van David van der Kellen (III) met zijn vrouw en twee dochters.

Van der Kellen is een Nederlandse familie, waarvan meerdere leden artistiek actief waren.

## Geschiedenis
De uit Osnabrück afkomstige Ernst van der Kellen vestigde zich in Haarlem. Hij trouwde in 1755 met Sara Schaapman. Hun zoon David en kleinzoon David jr. werkten als stempelsnijder bij 's Rijks Munt in Utrecht. In latere generaties nam een aantal nazaten de burijn of schilderskwast ter hand. 

## Enkele telgen
- David van der Kellen (I) (1764-1825), tekenaar, medailleur en stempelsnijder.
  - David van der Kellen (II) (1804-1879), graveur, medailleur en stempelsnijder; trouwde met Hanriette Fricederica Menger (1808-1886), zuster van Johan Philip Menger.
    - David van der Kellen (III) (1804-1879), graficus, kunstschilder, tekenaar, directeur van het Nederlandsch Museum voor Geschiedenis en Kunst; trouwde met zijn nicht Anna Wilhelmina van der Kellen (1829-1885). Haar grootvader Hendrik van der Kellen (1755-1798) was een broer van David (I).
      - Louisa Charlotta (Charlotte) van der Kellen (1857-1947), kunstschilder.
      - Cornelia Wilhelmina van der Kellen (1859-1945), onderwijzeres; trouwde met Wilhelmus Johannes Steenhoff (1863-1932), kunstschilder.
      - Johan Philip van der Kellen Dzn. (1866-1953), conservator bij het Rijksprentenkabinet.

    - Johan Philip (Philip) van der Kellen (1831-1906), graveur en kunsthistoricus, directeur van het Rijksprentenkabinet; trouwde met Henrietta Louisa Koenen (1830-1881), kunstverzamelaar, en na haar overlijden met Helène Gerritsen (1843-1921).
    - Carel van der Kellen (1839-1917), ambtenaar bij 's Rijks Munt; trouwde met Antoinette Catharine Wilhelmina Koenen (1832-1905).
    - Johannes van der Kellen (1843-1895), graveur, tekenaar, tekenleraar en kunsthandelaar.
    - Hendrika Wilhelmina (Hendrika) van der Kellen (1846-1903), kunstschilder; trouwde met wiskundige Corneille Louis Landré (1838-1905). Uit dit huwelijk de schilder Louis Landré.